# Pseudophlyctiscapha
Pseudophlyctiscapha is een geslacht van uitgestorven kreeftachtigen uit de klasse van de Ostracoda (mosselkreeftjes).

## Soorten
- Pseudophlyctiscapha chorda Zenkova, 1995 †
- Pseudophlyctiscapha levis Zenkova, 1995 †